# Гунзелин (Майсен)
Гунзелин фон Кукенбург (на немски: Gunzelin von Kuckenburg, * пр. 965, † сл. 1017) от род Екехардини, е от 1002 до 1009 г. маркграф на Майсен.

## Биография
Той е вторият син на маркграф Гунтер Мерзебургски († 13 юли 982) и на Добрава († 977) от род Пршемисловци, дъщеря на чешкия княз Болеслав I. Добрава се омъжва през 965 г. за полския херцог Мешко I от рода Пясти.
През 1002 г. крал Хайнрих II дава Маркграфство Майсен на Гунзелин след смъртта на по-големия му брат Екехард I († 30 април 1002). През есента на 1004 г. Гунзелин участва успешно при обсадата на замъка Будусин при Бауцен против полския херцог, полубрат му Болеслав I Храбри, който бил завладял замъка в похода му против Екехардините. Следващите години той има конфликти с графовете на Майсен, Херман I и Екехард II, синовете на брат му Екехард I. Той продавал фамилии на евреите.
На княжеското събрание в Мерзебург през 1009 г. Гунзелин е свален като маркграф по желание на краля и предаден в арест на епископ Арнулф от Халберщат. Там той стои осем години в затвор в село Щрьобек в архиепископство Магдебург и играел шах, научил и селяните да играят. По други сведения той е затворен и в Бамберг.
През 1017 г. Гунзелин е освободен, след като веригите на краката му паднали по чудо сами. Той не получил главната си собственост. След това няма информация за него.